# Trogon de capell blau
El trogon de capell blau (Trogon curucui) és una espècie d'ocell de la família dels trogònids (Trogonidae) que habita la selva humida del sud-est de Colòmbia, oest, est i sud del Brasil, l'Equador, est del Perú, Bolívia, nord-oest de l'Argentina i Paraguai.